# Шайтанское (озеро, Тавдинский городской округ)
Шайта́нское — озеро в Тавдинском городском округе Свердловской области России.

## Общие сведения
Озеро расположено в 29 километрах к северо-востоку от города Тавда, в 9 км к северу от озера Янычково. Имеет площадь поверхности 20,8 км², водосборную площадь 22,6 км² с уровнем воды на отметке 58,1 метра. Средняя глубина — 2,5 м. На северо-западном берегу расположена деревня Шайтанка.

## Описание
Шайтанское поверхностного стока не имеет, но относится к бассейну реки Карабашка (левому притоку Тавды). Берега заболочены, с востока примыкает непроходимое болото Шайтанское (Иваново). Вдоль берегов тянутся смешанные леса. На западном побережье преобладают лиственные деревья. В 2 км к югу находится заброшенная деревня Дубрава Шайтанская. Вода имеет легкий голубой оттенок и высокую степень прозрачности. 
В озере имеются запасы сапропеля, водится карась, щука, окунь, чебак, линь. На берегах обитает водоплавающая птица: утки, гуси, лебеди, крачки, чайки..